# Louis Marc Pons
Louis Henri Marc Pons, markiz de Pons (ur. 1717) – francuski dyplomata.
W latach 1783–1789 był ambasadorem Francji w Sztokholmie.
W roku 1734 poślubił Marie Angelique de Tiercelin